# Ulla Jacobsson
Ulla Jacobsson (Göteborg, 23 maggio 1929 – Vienna, 20 agosto 1982) è stata un'attrice svedese.

## Biografia
Originariamente attrice teatrale, si rivelò nella sua acerba e aggraziata bellezza nel film Ha ballato una sola estate (1951) di Arne Mattsson, che le diede la celebrità mondiale, anche grazie alla sua clamorosa e discussa apparizione in una scena di nudo. Ottenne poi il favore della critica per la sua disinvolta interpretazione nel film Sorrisi di una notte d'estate (1955) di Ingmar Bergman, in cui impersonò l'ingenua moglie di un abbiente avvocato. 
Nel 1963 debuttò a Hollywood nella commedia Il granduca e mister Pimm, film con il quale i produttori cercarono invano di lanciarla come nuova sex symbol scandinava. Dopo Zulu (1964) e Gli eroi di Telemark (1965), la Jacobsson tornò al cinema europeo, più volte diretta da Arne Mattsson, lavorò anche per la televisione, e vinse il German Film Award come migliore attrice non protagonista nel film Alle Jahre wieder (1967).
La sua ultima apparizione sul grande schermo fu nel film drammatico Il diritto del più forte (1975) di Rainer Werner Fassbinder, mentre per il piccolo schermo apparve nel 1974 in un episodio della serie Tatort, un telefilm poliziesco di produzione tedesca. Sposata tre volte, il suo ultimo marito fu l'etnologo austriaco Hans Winfried Rohsmann (1918-2002). L'attrice morì prematuramente nel 1982, all'età di 53 anni, per un cancro delle ossa.

## Filmografia parziale

### Cinema
- Ha ballato una sola estate (Hon dansade en sommar), regia di Arne Mattsson (1952)
- Karin Månsdotter, regia di Alf Sjöberg (1954)
- Sorrisi di una notte d'estate (Sommarnattens leende), regia di Ingmar Bergman (1955)
- I peccatori guardano il cielo (Crime et châtiment), regia di Georges Lampin (1956)
- Gli ultimi saranno i primi (Die Letzten werden die Ersten sein), regia di Rolf Hansen (1957)
- Due volte non si muore (Unruhige Nacht), regia di Falk Harnack (1958)
- E ciò al lunedì mattina (Und das am Montagmorgen), regia di Luigi Comencini (1959)
- Processo alla giustizia (Im Namen einer Mutter), regia di Erich Engels (1960)
- Riviera-Story, regia di Wolfgang Becker (1961)
- Una domenica d'estate, regia di Giulio Petroni (1962)
- Il granduca e mister Pimm (Love Is a Ball), regia di David Swift (1963)
- Zulu, regia di Cy Endfield (1964)
- Gli eroi di Telemark (The Heroes of Telemark), regia di Anthony Mann (1965)
- La spirale del terrore (Nattmara), regia di Arne Mattsson (1965)
- Alle Jahre wieder, regia di Ulrich Schamoni (1967)
- La meravigliosa amante di Adolphe (Adolphe, ou l'âge tendre), regia di Bernard Toublanc-Michel (1968)
- L'amante svedese (Bamse), regia di Arne Mattsson (1968)
- Le piacevoli esperienze di una giovane cameriera (La Servente), regia di Jacques-Paul Bertrand (1960)
- Einer von uns beiden, regia di Wolfgang Petersen (1974)
- Il diritto del più forte (Faustrecht der Freiheit), regia di Rainer Werner Fassbinder (1975)

### Televisione
- La città in controluce (Naked City) – serie TV, 1 episodio (1961)
- Il virginiano (The Virginian) – serie TV, episodio 1x30 (1963)
- Ben Casey – serie TV, episodio 3x11 (1963)
- The Crisis – serie TV, 1 episodio (1964)
- The Bing Crosby Show – serie TV, episodio 1x03 (1964)
- Tatort – serie TV, episodio 1x36 (1974)

## Doppiatrici italiane
Nelle versioni in italiano delle opere in cui ha recitato, Ulla Jacobsson è stata doppiata da:
- Miranda Bonansea in Sorrisi di una notte d'estate
- Rita Savagnone in I peccatori guardano il cielo
- Maria Pia Di Meo in Gli eroi di Telemark